# Felka Płatek
Felka Płatek (även känd under tyska stavningen Felka Platek), född 3 november 1899 i Warszawa, död efter 2 augusti 1944 i Auschwitz, var en polsk bildkonstnär. Hon var gift med den tyske konstnären Felix Nussbaum; båda var av judisk härkomst och mördades i Auschwitz.

## Biografi
Felka Płatek var dotter till Leon och Salome Płatek, född Strumfeld. På 1920-talet flyttade hon till Berlin för att bli målare. Hon studerade vid Ludwig Meidners Malerateliers für Malerei und Plastik, en privatskola som efter grundaren Arthur Lewin-Funcke även var känd som Lewin-Funcke-Schule. Meidner och Lewin-Funcke fungerade från 1924 till 1925 som lärare vid skolan. Via studierna blev Płatek bekant med sin mångåriga livskamrat och senare make Felix Nussbaum. 
1932 följde hon med Nussbaum till Rom sedan han tilldelats ett konstnärsstipendium över två terminer vid den tyska kulturinrättningen Villa Massimo. Płatek målade under denna tid landskap och havsvyer. Paret följdes därefter åt till Frankrike och Belgien, för de ville undvika det Tyskland som tagits över av antijudiska politiker. Medan de bodde i Oostende målade Płatek vardagsföremål och försörjde sig genom porslinsmåleri.
1937 gifte sig Felka Płatek och Felix Nussbaum i Bryssel, dit de då flyttat. Redan 1930 hade Nussbaum målat Amor med korslagda armar som en symbol för hans motstånd mot äktenskapet som institution, men han gifte sig ändå med Płatek som hade problem med uppehållstillstånd.
Den 21 juli 1944 greps makarna av den tyska ockupationsmakten, sedan deras gömställe avslöjats vid Rue Archimède 2 i Bryssel. De fördes till Dossin-kasernen i Mechelen och därefter till förintelselägret Auschwitz, dit de anlände den 2 augusti. Bägge mördades en tid därefter.

## Betydelse och eftermäle
Konstnären Felka Płatek tillhörde vad som kallats en förlorad generation i resterna av första världskriget. Hon etablerade sig som yrkeskvinna i Weimarrepubliken, med dess nya möjligheter för kvinnor att ta plats i yrkeslivet. Från 1933 förstörde dock nationalsocialismen hennes framtidsutsikter genom att förvägra henne som judinna ett tryggt liv. Under lång tid har hennes konstnärskap stått i skuggan av hennes makes verk. Forskningen kring hennes konstnärskap är ännu i sin linda. Sedan 2012 är en gata i ett nyetablerat bostadsområde i Kalkhügel i Osnabrück uppkallad efter Felka Płatek.
2014 sponsrade den internationella Auschwitz-kommittén programmet "Find Felka! Find Felix!". Felix Nussbaum Haus i Osnabrück (Nussbaums födelseort) innefattar också en permanent utställning av hennes verk. Płatek och hennes make har viktiga roller i Émile Bravos Hoppets tid, en serieroman i fyra delar publicerad som del av Ett extraordinärt äventyr med Spirou och Nicke (sidoserie till Spirou).

## Verk
Felix-Nussbaum-Haus i Osnabrück äger med sina 28 gouacher den största samlingen av Felka Płateks verk. En stor del av hennes produktion förstördes i december 1932 i samband med en brand i Nussbaums målarateljé på Xantener Straße i Berlin.
Bland hennes mest uppmärksammade verk finns
- Självporträtt
- Bildnis einer jungen Frau (1927)
- Stilleben mit Schnecken und Makrelen (um 1935)
- Porträt Frau Etienne (1940)
- Bildnis des Nicolaas Cornelis Hogenes im Alter von zwei Jahren (1942)

### Galleri

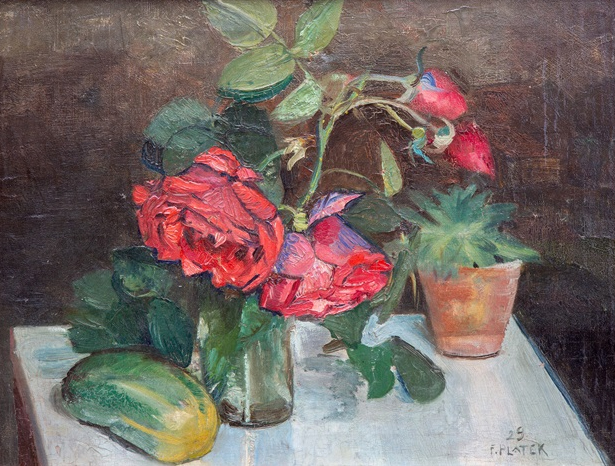
Stilleben med röda rosor i en glasvas, 1929.
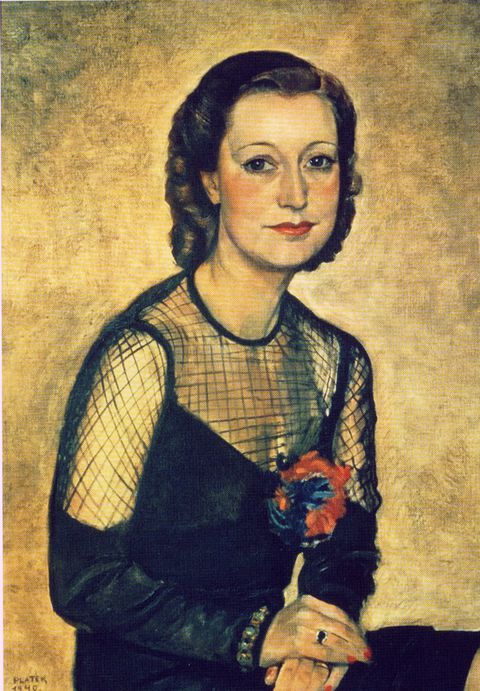
Porträtt av fru Étienne, 1940.